# Juegos de Asia Occidental
Los Juegos de Asia occidental (también conocido como WAG y anteriormente conocido como West Asian Games Federation (WAGF)) es un evento multideportivo que se celebra cada 4 años entre los atletas de Asia occidental. En la actualidad, los juegos está acompañado por trece miembros, a saber, Baréin, Irán, Irak, Jordania, Kuwait, Líbano, Omán, Palestina, Catar, Arabia Saudita, Siria, Emiratos Árabes Unidos y Yemen.
Los Juegos de Asia Occidental se organizaron por primera vez en Teherán, Irán, y se consideraron como los primeros de su tipo. El éxito de los Juegos llevó a la creación de la Federación de los Juegos de Asia Occidental (WAGF) y la intención de organizar los Juegos cada cuatro años.
Los Juegos de Asia Occidental es el más nuevo de los 5 Juegos Regionales del Consejo Olímpico de Asia (OCA). Los otros son los Juegos de Asia Central, los Juegos de Asia oriental, los Juegos del Sur Asiático y los Juegos del Sudeste Asiático.

## Ediciones
| Edición | Año  | Sede   | País   | Fecha de apertura | Fecha de clausura | Total de naciones | Competidores | Deportes | Eventos |
| ------- | ---- | ------ | ------ | ----------------- | ----------------- | ----------------- | ------------ | -------- | ------- |
| I       | 1997 | Tehran | Irán   | 19 de noviembre   | 28 de noviembre   | 10                | 850          | 11       | 134     |
| II      | 2002 | Kuwait | Kuwait | 3 de abril        | 12 de abril       | 12                | 970          | 9        | 70      |
| III     | 2005 | Doha   | Catar  | 1 de diciembre    | 10 de diciembre   | 13                | 1,200        | 11       | 118     |

## Deportes

### Baloncesto
| Año  | Sede           | · Campeón | · Subcampeón | · Tercer lugar | Cuarto lugar           |
| ---- | -------------- | --------- | ------------ | -------------- | ---------------------- |
| 1997 | Tehran, Irán   | Irán      | Turkmenistán | Fath Club      | Irán Sub-18            |
| 2002 | Kuwait, Kuwait | Kuwait    | Catar        | Siria          | Emiratos Árabes Unidos |
| 2005 | Doha, Catar    | Catar     | Siria        | Jordania       | Kuwait                 |

### Fútbol
| Año  | Sede           | · Campeón | · Subcampeón | · Tercer lugar | Cuarto lugar |
| ---- | -------------- | --------- | ------------ | -------------- | ------------ |
| 1997 | Tehran, Irán   | Irán      | Siria        | Kuwait         | Tayikistán   |
| 2002 | Kuwait, Kuwait | Kuwait    | Irán         | Siria          | Palestina    |
| 2005 | Doha, Catar    | Iraq      | Siria        | Irán           | Arabia Saudí |

### Balonmano
| Año  | Sede           | · Campeón | · Subcampeón | · Tercer lugar         | Cuarto lugar |
| ---- | -------------- | --------- | ------------ | ---------------------- | ------------ |
| 2002 | Kuwait, Kuwait | Kuwait    | Siria        | Emiratos Árabes Unidos | Irán         |
| 2005 | Doha, Catar    | Kuwait    | Irán         | Arabia Saudita         | Siria        |

### Voleibol
| Año  | Sede        | · Campeón | · Subcampeón | · Tercer lugar | Cuarto lugar |
| ---- | ----------- | --------- | ------------ | -------------- | ------------ |
| 2005 | Doha, Catar | Catar     | Irán         | Baréin         | Kuwait       |